# Pete Hegseth
Peter Brian Hegseth (Mineápolis, 6 de junio de 1980) es un presentador de televisión, escritor y oficial de la Guardia Nacional del Ejército estadounidense. Es el secretario de Defensa de los Estados Unidos desde el 25 de enero de 2025 bajo la segunda presidencia de Donald Trump. Comentarista político de Fox News, anteriormente fue director ejecutivo de Vets for Freedom y Concerned Veterans for America.
Ha estado activo en la política conservadora y republicana desde sus días como estudiante universitario en la Universidad de Princeton. En 2016, emergió como un fuerte partidario y aliado de la candidatura presidencial de Donald Trump, y sirvió como asesor ocasional de Trump durante su primer mandato como presidente. Según se informa, persuadió a Trump para que indultara a tres soldados estadounidenses acusados o condenados por crímenes de guerra relacionados con el tiroteo de no combatientes en Irak. Hegseth, que fue jefe de pelotón en la Bahía de Guantánamo durante su servicio militar, defendió el trato que reciben los reclusos detenidos allí.
Fue considerado para dirigir el Departamento de Asuntos de los Veteranos de los Estados Unidos en la primera presidencia de Trump, antes de la selección de David Shulkin en 2017. En noviembre de 2024, el presidente electo Trump anunció que tenía la intención de nominar a Hegseth como secretario de Defensa. Fue confirmado por el Congreso el 24 de enero de 2025 y tomó posesión del cargo al día siguiente, 25 de enero.

## Primeros años de vida y educación
Nació en Mineápolis y se crio en el cercano Forest Lake. Asistió a Forest Lake Area High School y recibió su Licenciatura en Artes en la Universidad de Princeton en 2003. En 2013, recibió una Maestría en Políticas Públicas de la Escuela de Gobierno John F. Kennedy de la Universidad de Harvard.
Es de ascendencia noruega por ambos lados de la familia. Una prueba de ADN realizada en 2018 mostró que tenía un 96,4% de ascendencia escandinava.
En Princeton, fue el editor de The Princeton Tory, una publicación conservadora dirigida por estudiantes. También jugó en el equipo de baloncesto masculino de Princeton Tigers.

## Carrera

### Carrera militar
Después de graduarse en Princeton en 2003, se unió a Bear Stearns como analista de mercados de capitales de acciones y también fue comisionado como oficial de infantería en la Guardia Nacional de Minnesota. En 2004, su unidad fue llamada a la Base Naval de la Bahía de Guantánamo, donde sirvió como líder de sección de infantería de la Guardia Nacional del Ejército de Minnesota. Su unidad estaba bajo el control operativo del 3.er Batallón, 187.º Regimiento de Infantería, 101.ª División Aerotransportada. Fue galardonado con la Medalla de Reconocimiento del Ejército. Poco después de regresar de Cuba, Hegseth se ofreció como voluntario para servir en Bagdad y Samarra, donde ocupó el puesto de líder de sección de infantería y, más tarde en Samarra, como oficial de operaciones civiles y militares. Durante su estancia en Irak, recibió la Medalla Estrella de Bronce, la Insignia de Infantería de Combate y una segunda Medalla de Reconocimiento del Ejército.
Regresó al servicio activo en 2012 como capitán. Se desplegó en Afganistán con la Guardia Nacional del Ejército de Minnesota y actuó como instructor principal de contrainsurgencia en el Centro de Entrenamiento de Contrainsurgencia en Kabul.
En 2020, se ofreció como voluntario para formar parte de los hasta 25 000 soldados de la Guardia Nacional autorizados por el Pentágono para ser puestos en servicio activo para proteger la investidura presidencial de Joe Biden el 20 de enero de 2021, pero fue uno de los 12 soldados retirados de esa misión. Atribuyó su remoción del puesto a un «tatuaje de la cruz de Jerusalén, que es simplemente un símbolo cristiano». Dijo que sus superiores en la Guardia Nacional determinaron que sus tatuajes estaban relacionados con el extremismo. Un compañero de la guardia nacional de su unidad también había denunciado que Hegseth era una posible «amenaza interna» por un segundo tatuaje que decía «Deus vult», que ha sido usado por supremacistas blancos.

### Activismo conservador
A su regreso de Irak, trabajó brevemente en el Instituto Manhattan de Investigación Política. Según su página de LinkedIn, dejó el grupo de expertos conservador en 2007 para trabajar en Vets For Freedom como director ejecutivo. Su papel incluía responder a la Comisión Federal de Elecciones como «tesorero» de la organización. Trabajó en Vets for Freedom hasta 2012. La organización abogó por una mayor presencia de tropas en Irak y Afganistán.
En 2012, formó el comité de acción política MN PAC. Un análisis de APM Reports descubrió que mientras Hegseth dirigía el comité de acción política MN PAC, un tercio de sus US$15 000 en fondos se gastaron en fiestas de Navidad para familiares y amigos. Las leyes de financiamiento de campañas en Minnesota no prohíben dicho gasto. Menos de la mitad de los recursos del PAC se gastaron en candidatos y, en marzo de 2018, el PAC había cerrado su cuenta con la junta estatal.
Fue el director ejecutivo de Concerned Veterans for America, un grupo de interés financiado por los hermanos Koch. El grupo abogó por una mayor privatización del Departamento de Asuntos de los  Veteranos (VA). Según su página de LinkedIn, abandonó el grupo en 2015.
Mientras era su director ejecutivo, Concerned Veterans for America contrató a su hermano Philip para trabajar para la organización sin fines de lucro y le pagó US$108 000 según los registros fiscales de 2016 y 2017. Cuando se le preguntó al respecto, su abogado dijo que Philip, graduado universitario en mayo de 2015, estaba calificado para el trabajo de relaciones con los medios, y señaló que no existe ninguna prohibición contra entidades privadas que contraten a miembros de la familia.

### Campaña al Senado
En 2012, se postuló para la nominación republicana para el Senado de los EE. UU. en Minnesota. Se retiró de la carrera después de la convención de mayo de 2012, antes de las elecciones primarias republicanas en agosto, ambos eventos en los que Kurt Bills ganó la nominación.

### Comentarista político
Durante las primarias presidenciales republicanas de 2016, inicialmente respaldó a Marco Rubio, luego a Ted Cruz y finalmente a Donald Trump. Desde entonces, se ha convertido en un firme partidario de Trump. Como personalidad de Fox News, criticó con frecuencia al resto de los medios de comunicación y a los demócratas. Criticó la investigación del fiscal especial Robert Mueller sobre la presunta interferencia rusa en las elecciones de 2016. Ha aparecido en Fox News, así como en CNN y MSNBC.

#### Fox News
Se unió a Fox News como colaborador en 2014. En diciembre de 2018, copresentó el programa All-American New Year de Fox News Channel junto con Kennedy de Fox Business Network, durante el cual se transmitió una entrevista telefónica pregrabada entre él y el presidente Trump. Ha sido un invitado habitual en Unfiltered with Dan Bongino desde 2021.
El 14 de junio de 2015, golpeó accidentalmente a un baterista de la banda de West Point con un hacha mientras filmaba un segmento de televisión en vivo en honor al Día de la Bandera. El baterista dijo que sólo sufrió «heridas menores». El New York Daily News informó que en un segmento posterior, el baterista fue visto «hablando alegremente ante la cámara como si el accidente nunca hubiera ocurrido».

#### Campaña para indultar a criminales de guerra
En mayo de 2019, se informó que Trump estaba considerando indultar a varios miembros del servicio militar estadounidense que habían sido acusados de crímenes de guerra, incluido un veterano que iba a ser juzgado por disparar indiscriminadamente contra civiles, golpear a una niña y a un anciano, así como apuñalar fatalmente a un miembro adolescente de Estado Islámico capturado mientras recibía tratamiento médico. The Daily Beast y CNN informaron más tarde que Hegseth había intentado durante meses convencer a Trump de que indultara a estos individuos. Al mismo tiempo, Hegseth estaba discutiendo estos casos en Fox News sin revelar que había aconsejado a Trump que los indultara. En noviembre de 2019, Trump indultó a tres militares acusados o condenados por crímenes de guerra. Poco antes de que Trump anunciara su decisión, Hegseth sugirió que Trump estaba a punto de tomar «medidas inminentes» en los casos.

## Posiciones políticas
Las posiciones políticas de Hegseth han sido descritas como nacionalistas cristianas. En su libro, American Crusade: Our Fight to Stay Free, dijo que cree que hay «diferencias irreconciliables entre la izquierda y la derecha en Estados Unidos que conducen a un conflicto perpetuo que no se puede resolver a través del proceso político». Además, llamó a una «cruzada estadounidense», que describió como «una guerra santa por la justa causa de la libertad humana». Ha expresado la idea de que Estados Unidos es una república constitucional mas no una democracia. En una entrevista de mayo de 2024 en la que habló sobre educación, dijo: «'Democracia, democracia, defiendan la democracia'. ¿Saben lo que nuestros fundadores no querían que fuéramos? Una democracia».

### COVID-19
En febrero de 2020, en medio de la propagación de la pandemia de COVID-19 en los Estados Unidos, dijo que los demócratas estaban «apoyando que el coronavirus se propagara. Estaban apoyando que creciera. Estaban apoyando que el problema empeorara». Sugirió que la variante ómicron del SARS-CoV-2 fue inventada por los demócratas para ayudarlos en las elecciones intermedias de 2022 (al Senado y a la Cámara de Representantes), diciendo «Cuenten con una variante aproximadamente cada octubre, cada dos años» (en referencia a que las elecciones en Estados Unidos se llevan a cabo en noviembre).

### Asalto al Capitolio del 6 de enero
En respuesta al asalto al Capitolio de los Estados Unidos del 6 de enero, defendió a la multitud que tomó por asalto el Capitolio como «patriotas», argumentando que habían «despertado ante la realidad de lo que la izquierda ha hecho» al país. También defendió a Jacob Chansley, figura del asalto del 6 de enero, y dijo que sólo un puñado de militares habían estado en el ataque.

### Universidades
En agosto de 2019, lamentó que «los jóvenes votantes» estén preocupados por los efectos del calentamiento global adversos. También criticó a las universidades por enseñar a los estudiantes sobre «ambientalismo y ambientalismo radical» en lugar de una «amenaza real» como el extremismo islámico.
En junio de 2022, en un segmento de Fox & Friends Weekend, tachó «Harvard» en su diploma, escribió Critical Theory «Teoría crítica» y luego marcó RETURN TO SENDER («DEVOLVER AL REMITENTE») en el cuerpo central como protesta contra Harvard y otras universidades similares. «La gente dirá 'esto es sólo una maniobra publicitaria, todavía tienes un título' y eso está bien. Fui, obtuve el título, fui caminando a las clases y todo eso, pero espero que esto sea una declaración de que, como conservadores y patriotas, si amamos a este país, no podemos seguir enviando a nuestros hijos y elevándolos a universidades que están envenenando su mente. Puede que haya sobrevivido, pero muchos jóvenes van allí y se creen la 'universidad de teoría crítica', y así es como obtenemos futuros líderes, jueces de la Corte Suprema, senadores y otros, que ven a Estados Unidos como un lugar malvado. Y Harvard es una fábrica para ese tipo de pensamiento», dijo. Declaró entonces su intención de devolver el diploma a Harvard.

### Asuntos exteriores
Ha criticado duramente a los Estados miembros de la OTAN y aliados de Estados Unidos, escribiendo en su libro: «Obsoletos, superados en armamento, invadidos e impotentes. ¿Por qué Estados Unidos, el 'número de contacto de emergencia' europeo durante el siglo pasado, debería escuchar a naciones moralistas e impotentes que nos piden que respetemos acuerdos de defensa obsoletos y unilaterales que ya no cumplen?» y «Tal vez lo haríamos si los países de la OTAN realmente pagaran por su propia defensa, pero no lo hacen. Simplemente gritan sobre las reglas mientras destripan sus ejércitos y gritan a Estados Unidos pidiendo ayuda». En 2022, dijo que la invasión rusa de Ucrania «palidece en comparación» con el « wokeísmo» y el crimen. También ha expresado críticas hacia la ayuda militar estadounidense a Ucrania.
Se refirió a Israel como «el pueblo elegido de Dios» en una entrevista de 2016. Hegseth habló en la conferencia Arutz Sheva de 2018 en Jerusalén, donde afirmó que «no hay ninguna razón por la cual el milagro del restablecimiento del Templo en el Monte del Templo no sea posible». Hablando en la gala del Consejo Nacional de Jóvenes Israelíes en la ciudad de Nueva York el mismo año, dijo que «el sionismo y el americanismo son las primeras líneas de la civilización occidental y la libertad en nuestro mundo actual».
Ha calificado al gobierno de Irán de «régimen maligno». En enero de 2020, expresó su firme apoyo a la decisión del presidente Trump de asesinar al general iraní Qasem Soleimani. También pidió a Trump que bombardeara territorio iraní, incluidos los sitios culturales, si allí se almacenaban armas. Ha dicho que China está creando un ejército «específicamente dedicado a derrotar a los Estados Unidos de América».

### Islam
En American Crusade, dice que el Islam «no es una religión de paz, y nunca lo ha sido» y afirma que «todos los países musulmanes modernos son zonas formales o de facto prohibidas para los cristianos y judíos practicantes». Dijo que el Islam estaba «casi en su totalidad capturado y aprovechado por los islamistas». Afirmó que los islamistas planean «conquistar» demográfica, cultural y políticamente Europa y América, aliándose con el secularismo para aplastar «las instituciones judeocristianas de nuestra nación». Según él, los islamistas pretenden «sembrar Occidente con tantos musulmanes como sea posible» y «gracias a sus altísimas tasas de natalidad en relación con las poblaciones nativas y a su cultura estratégicamente insular, los hijos e hijas de esos inmigrantes y refugiados se multiplican en mayor número que los ciudadanos nativos». Señaló las elecciones de funcionarios musulmanes en el Reino Unido y el aumento de la población musulmana en Europa para decir que Estados Unidos seguirá el mismo camino sin una intervención.

### Ejército
Ha dicho que quiere despedir al general Charles Q. Brown Jr., jefe del Estado Mayor Conjunto. También quiere purgar el ejército de generales «woke» y programas DEI, diciendo que «cualquier general que haya estado involucrado —general, almirante, lo que sea— que haya estado involucrado en cualquiera de esa mierda woke de DEI, tiene que irse». También criticó el eslogan militar estadounidense «nuestra diversidad es nuestra fuerza», llamándolo la «frase más tonta del planeta Tierra». Ha criticado la lucha contra el extremismo dentro del ejército estadounidense, escribiendo «Al erradicar el 'extremismo', los generales de hoy expulsan a los patriotas de sus formaciones» en su libro de 2024, The War on Warriors. Se ha opuesto a la inclusión de mujeres en funciones de combate y ha dicho en 2024: «Simplemente digo que no deberíamos tener mujeres en funciones de combate». También se opone a miembros transgénero en el ejército.

## Secretario de Defensa

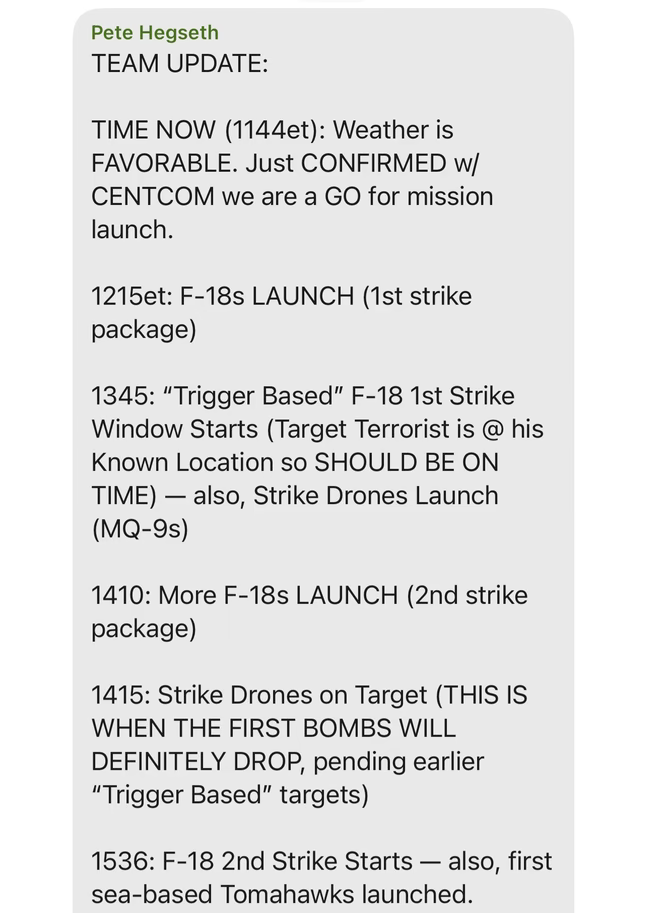
Filtración de planes militares de Estados Unidos en Yemen de 2025

En noviembre de 2024, el presidente electo Donald Trump anunció que tenía la intención de nominar a Hegseth para servir como el próximo secretario de Defensa. Su acuerdo con Fox News terminó ese mes para que pudiera asumir el cargo. Su selección fue una sorpresa; un funcionario del Departamento de Defensa dijo: «Todo el mundo está simplemente sorprendido».  El Senado de los EE. UU. asintió a su nombramiento en enero de 2025.

## Vida personal
Hegseth y su primera esposa, Meredith Schwarz, se divorciaron en 2009. Se casó con su segunda esposa, Samantha Deering, en 2010; tienen tres hijos.
En agosto de 2017, mientras todavía estaba casado con Deering, tuvo una hija con la productora ejecutiva de Fox Jennifer Rauchet, con quien mantenía una relación extramatrimonial. Él y Deering se divorciaron en agosto de 2017. Él y Rauchet, quien tiene tres hijos pequeños de su primer matrimonio, se casaron en agosto de 2019.
En octubre de 2017, fue acusado de agresión sexual supuestamente ocurrido en una habitación de hotel después de hablar en un evento de la Federación de Mujeres Republicanas de California en Monterey (California). Según se informó, él desestimó las acusaciones como una disputa de tipo «dimes y diretes» sobre un encuentro consensuado. No se presentaron cargos en el caso.

## Libros
Escribió el prólogo del libro de 2017 The Case Against the Establishment (ISBN 978-1-6826-1474-7) de Nick Adams y Dave Erickson. Sus propios libros incluyen:
- Hegseth, Pete (2016). In the Arena. Threshold Editions. ISBN 978-1-4767-4934-1.[59]
- Hegseth, Pete (2020). American Crusade. Center Street. ISBN 978-1-5460-9874-4.[60]
- Hegseth, Pete (2022). Battle for the American Mind: Uprooting a Century of Miseducation. Broadside Books. ISBN 978-0-06-321504-7.
- Hegseth, Pete (2024). The War on Warriors: Behind the Betrayal of the Men Who Keep Us Free. Broadside Books. ISBN 978-0-0633-8942-7.

## Enaces externos
- Apariciones en C-SPAN
- Esta obra contiene una traducción  derivada de «Pete Hegseth» de Wikipedia en inglés, concretamente de esta versión, publicada por sus editores bajo la Licencia de documentación libre de GNU y la Licencia Creative Commons Atribución-CompartirIgual 4.0 Internacional.

- Datos: Q7172014
- Multimedia: Pete Hegseth / Q7172014